# Zadar Open
Lo Zadar Open, noto anche come Falkensteiner Punta Skala Zadar Open per motivi di sponsorizzazione, è un torneo di tennis maschile, facente parte del circuito Challenger giocato a Zara, in Croazia sui campi in terra rossa del resort Falkensteiner Punta Skala.

## Albo d'oro

### Singolare
| Anno | Campione             | Finalista        | Punteggio        |
| ---- | -------------------- | ---------------- | ---------------- |
| 2025 | Borna Ćorić          | Valentin Royer   | 3–6, 6–2, 6–3    |
| 2024 | Jozef Kovalík        | Adrian Andreev   | 6–4, 6–2         |
| 2023 | Alessandro Giannessi | Sebastian Ofner  | 6–4, 5–7, 7–6(6) |
| 2022 | Flavio Cobolli       | Daniel Michalski | 6–4, 6–2         |
| 2021 | Nikola Milojević     | Dimitar Kuzmanov | 2–6, 6–2, 7–6(5) |

### Doppio
| Anno | Campioni                           | Finalisti                       | Punteggio           |
| ---- | ---------------------------------- | ------------------------------- | ------------------- |
| 2025 | Zdeněk Kolář (2) Neil Oberleitner  | Denys Molčanov Mick Veldheer    | 6–3, 6–4            |
| 2024 | Manuel Guinard (2) Grégoire Jacq   | Roman Jebavý Zdeněk Kolář       | 6–4, 6–4            |
| 2023 | Manuel Guinard (1) Nino Serdarušić | Ivan Sabanov Matej Sabanov      | 6–4, 6–0            |
| 2022 | Zdeněk Kolář (1) Andrea Vavassori  | Franco Agamenone Manuel Guinard | 3–6, 7–6(7), [10–6] |
| 2021 | Blaž Kavčič Blaž Rola              | Lukáš Klein Alex Molčan         | 2–6, 6–2, [10–3]    |